# Orawska Półgóra
Orawska Półgóra, dawniej Połhora (słow. Oravská Polhora, do 1948 Polhora, węg. Polhora, Árvafüred, w latach 1882–1888 także Árvapolhora, łac. Pagus Polgora) – wieś (obec) na Słowacji, w kraju żylińskim, w powiecie Namiestów, najdalej na północ wysunięta miejscowość kraju. Geograficznie i historycznie należy do Orawy.
Leży w dolinie potoku Polhoranka, spływającego spod głównego grzbietu Karpat w kierunku południowo-wschodnim. Zabudowania w większości ułożone są w formie ulicówki, ciągnącej się wzdłuż lewego brzegu wspomnianego potoku. Zwarta zabudowa dochodzi wzdłuż Polhoranki do wysokości ok. 720 m n.p.m. i do podobnej wysokości w dolinie jej prawobrzeżnego dopływu zwanego Dlhá voda (w kierunku przełęczy Glinne). Wzdłuż biegu Polhoranki zabudowa przechodzi płynnie w zabudowę wsi Rabcza.
Przez wieś prowadzi słowacka droga krajowa nr 78 na odcinku z Namiestowa do dawnego przejścia granicznego Korbielów-Oravská Polhora na przełęczy Glinne.
Miejscowość słynie z tradycyjnego rzeźbiarstwa ludowego. Zachowały się w niej liczne, drewniane góralskie chałupy.
Z uzdrowiska Słona Woda (Slaná Voda, przebywał tutaj często znany słowacki poeta Pavol Hviezdoslav) biegnie najstarszy szlak turystyczny na szczyt Babiej Góry i jeden z najstarszych w Beskidach Zachodnich. Źródło w Słonej Wodzie było znane już w średniowieczu, a w 1550 r. znalazło się na mapie Górnej Orawy (była to też pierwsza wzmianka o miejscowości).
Na północnej granicy wsi, na przełęczy Glinne, funkcjonowało w latach 1995-2007 wspomniane drogowe przejście graniczne Oravská Polhora-Korbielów oraz turystyczne od 1997 r. Oravská Polhora-Zawoja-Czatoża, Oravská Polhora-Przywarówka i od 2006 r. Oravská Polhora-Moczarki, na których zaniechano kontroli granicznej i kontroli celnej po przystąpieniu Słowacji 21 grudnia 2007 r. do Układu z Schengen.
Według spisu z 2001 r., niemal wszyscy mieszkańcy wsi to Słowacy – taką narodowość zadeklarowało 99,23% osób. 0,26% osób określiło się jako Czesi, a 0,09% Polacy.

## Kultura
We wsi jest używana gwara orawska, zaliczana przez polskich językoznawców jako gwara dialektu małopolskiego języka polskiego, przez słowackich zaś jako gwara przejściowa polsko-słowacka.